# 薔薇向
bara（日语：／ bara）或，是指為了男同性戀讀者所創作，以男男色情為題材的漫畫與小說等作品的俗稱。
bara一詞雖然源自於日語的讀音，但兩字並沒有男男色情的意思。

## 概要
bara一詞的來源於日本一本名叫《薔薇族》的雜誌，這本雜誌專門連載男色題材的小說與漫畫，主要的讀者群體為男同性戀者。同時《薔薇族》的簽約漫畫作者大多為男性，這些作者筆下的角色也大多數為畫風比較誇張的肌肉猛男，而且完全不掩飾各種色情的性愛場面。
受《薔薇族》的影響，很多日本人把男同性戀者題材的作品，或者重口味的男色作品，都歸類為薔薇系。由此可以看出，男同志的「bara」與腐女的「Yaoi」是風格完全不同的兩種作品。
一般來說，「bara」比較接近於男同性戀者們的口味，比較出名的作品有山川純一的《瞎攪和的技術》，其中的台詞「好男人（いい男）」、「不來一發嗎？（やらないか）」更一度成為了網路流行語。
比較容易分辨的是，bara題材的漫畫有「汗水」、「誇張的肌肉」、「身體上的毛髮很多」之類的特徵，劇情也比較直接並接近於現實。人物不一定要滿身肌肉，但一般不會出現美型過頭的角色。「bara」的主要市場大多數是男同性戀者，喜歡這類作品的女性與相較之下非常稀少。

## 相關項目
- 男色
- 攻受
- 耽美
- 同人
- 腐女
- 熊族
- 日本動漫迷使用術語列表